# Sumatranska grmika
Sumatranska grmika (lat. Erigeron sumatrensis sin. Conyza sumatrensis ) je jednogodišnja biljka vjerojatno porijeklom iz Južne Amerike, ali je široko rasprostranjena u tropskim i suptropskim regijama i na mnogim mjestima se smatra invazivnim korovom.
Na Britanskom otočju poznata je kao eng. Guernsey fleabane – Guernseyski buhač.

## Opis
Kada potpuno naraste (ljeti ili u jesen), Erigeron sumatrensis doseže visinu od jednog do dva metra. Cvjetovi su bijeli, rjeđe ljubičasto-ružičasti. Listovi su mu poput listova maslačka, ali duži, tanji i po boji i teksturi više nalikuju listovima jaglaca. Njegove sjemenke su poput maslačka, ali boje slame i manje. U nekim zemljama biljka je počela pokazivati otpornost na herbicide.

## Rasprostranjenost
Vjerojatno potječe iz Južne Amerike, ali je sada naturaliziran u Sjevernoj Americi, Europi, Africi, Aziji, i Australaziji. Predstavlja značajnu prijetnju područjima za zaštitu divljih životinja i drugim rezervatima. U Britaniji, od neautohtonih bivših vrsta Conyza, druga je najbrojnija (nakon Erigeron canadensis) i obično se nalazi u Londonu i jugoistočnoj Engleskoj. Prvi put ju je snimio Brian Wurzell u Londonu 1984.,, a zabilježen je u Francuskoj u Saint-Sozyju (Dordogne) 2006.

## Fotografski opis
- Visoka i sklona naginjanju
- Bočne lisice su dlakave i zelene, bez crvenih vrhova, bez istaknutih bijelih latica, koje mogu imati ljubičastu nijansu.
- Glava odozgo, latice s ljubičastim odsjajem
- Pojedinačni cvijet unutar glavice, s 5 latica
- Pojedinačni cvijet unutar glavice, s 5 latica
- Bazni listovi su prilično široki, režnjasti i dlakavi, ali zelenog izgleda, a ne upadljivo sivi.
- Kolonija rozeta
- Biljka u nastajanju, zelenog izgleda
- Cvjeta dok je još mala
- Stabljični list
- Baza stabljičnog lista
- Stabljika blizu vrha
- Donja strana stabljičnog lista
- Donja strana stabljičnog lista
- Stabljika
- Cvat prije glavica koje se šire papusom

## Vanjske poveznice
- Podaci o pojavi Erigeron sumatrensis iz GBIF-a